# Predikherenklooster (Brugge)
Het Predikherenklooster in Brugge werd gesticht in 1233 en opgeheven in 1796.

## Stichting
De heilige Dominicus (Caleruega, 24 juni 1170 - Bologna, 6 augustus 1221) stichtte een eigen orde van bedelmonniken, volgens de regel van de heilige Augustinus. Het werd de orde van de 'predikbroeders' of 'predikheren', ook, naar de naam van de stichter, 'dominicanen' genoemd. Kloosters werden gesticht in de hele katholieke wereld.
De eerste dominicanen kwamen zich in Brugge vestigen rond 1228 in een huis in de Langestraat, buiten de stadsomwalling, binnen het rechtsgebied van de schepenen van Sijsele en op de parochie van Sint-Kruis. Gravin Johanna van Constantinopel, belangrijk ondersteuner van de dominicanenorde, was degene die aanstuurde op een permanente vestiging en zorgde voor een passende vestigingsplaats en voor de nodige geldmiddelen.
In 1233 keurde het generaal kapittel van de orde in Bologna de vestiging goed en in 1234 werd de oprichtingsoorkonde door het kapittel in Parijs goedgekeurd.
Op aandringen van Johanna verleenden deken en kapittel van de Sint-Donaaskerk toelating aan de predikheren tot het bouwen van een kerk bij hun klooster en het aanleggen van een begraafplaats.
De eerste residerende paters - Jan, Jacobus en Ravennas - kwamen van het klooster in Parijs. Ze werkten zelf aan het bouwen van het klooster, met kapittelzaal, refter, slaapzaal, ziekenboeg en ontspanningszaal. Van 1280 tot 1320 bouwden ze hun kerk, die aanzienlijke afmetingen kreeg. In 1300 werd de voorgevel afgewerkt. In 1310 werd de kerk ingewijd en in 1320 was ze definitief afgewerkt. Tegen het jaar 1336 waren er al voldoende kloostergebouwen opgetrokken om toe te laten een generaal kapittel in Brugge te houden.
De predikheren kregen opdrachten tot predicatie, niet alleen in Brugge, maar in de wijde omtrek. Dit bracht de noodzaak mee om logies te voorzien en werden gasthuizen, zogenaamde 'termijnhuizen', gekocht of gebouwd, in Aardenburg, Sluis, Oostburg en Oostende. 
De dominicanen traden op als biechtvaders en mislezers, soms als beheerders van de tijdelijke goederen, in het klooster Engelendale van de dominicanessen in Assebroek, van de begijnhoven in Brugge en nog van andere vrouwenkloosters, zoals dat van de Potterie. Ook aan de Brugse Bogaarden verleenden ze geestelijke bijstand, tot aan de verdwijning van deze broeders in het begin van de zestiende eeuw.
Tussen 1309 en 1417 leden de Brugse dominicanen onder de westerse verdeeldheid, meer bepaald vanaf 1379 toen ze moesten schipperen tussen de paus van Rome en de paus van Avignon. Binnen de orde kwamen twee concurrerende groepen tot stand, elk met hun eigen generaal kapittel.
In de loop van de eeuwen werden het klooster en de kerk regelmatig uitgebreid of vernieuwd. In 1390 werd de kerktoren gebouwd. In 1454 werden twee kleine zijbeuken toegevoegd. In 1474 werd de voorgevel hersteld. In 1501 werden gekleurde glasramen geplaatst.
In de geuzentijd werd de kerk gedeeltelijk verwoest en door protestantse predikers gebruikt. In 1584 was ze hersteld en werd ze opnieuw ingewijd. In de loop van de eeuwen werden heel wat kapellen bijgebouwd of zijaltaren geplaatst, zoals:
- De kapel van het H. Kruis voor de natie van de Portugezen en die voor de Algarviërs (1410).
- De kapel van Onze-Lieve-Vrouw voor de natie van de Spanjaarden (1413).
- De kapel van Sint-Benedictus, ter beschikking gesteld van de strodekkers (1414).
- Het altaar van Sint-Victor werd in gebruik genomen door de zwarte leertouwers (1465).
- Het altaar van Sint-Nicolaas werd in gebruik genomen door de leerlooiers (1471), die later een nieuwe kapel oprichtten achter in de kerk (1509).
- Het altaar van de H. Jan de Doper werd in gebruik genomen door de 'dobberers' (lederbewerkers).
- De bontwerkers richtten een kapel op in de predikherenkerk (1530).

## Tijdens de reformatie
Toen in 1577 en tot in 1584 het stadsbestuur van Brugge calvinistisch werd, werden de meeste kloosters afgeschaft.
Het klooster van de dominicanen werd in 1578 gesloten, maar enkele paters kregen de toelating er als bewakers te blijven wonen, terwijl een veertigtal onder hen werd verbannen. Vanaf 1581 werden ook de laatste overblijvers verjaagd. Een groot deel van de kloostergebouwen werd afgebroken, terwijl de kerk dienst deed als protestantse tempel. Het verlaten klooster onderging heel wat vernielingen. De grote zuidelijke slaapzaal werd beschadigd en de oostelijk gelegen eet- en slaapzaal en de kapittelzaal werden vernield. De sacristie bleef gespaard. De tweede kloostergang werd gesloopt.
In 1584 konden de paters terugkeren en aan de herbouw van hun klooster beginnen. De herstellingswerken werden aangevat en de kerk werd weer ingewijd. De kloostergang werd herbouwd en de grote slaapzaal hersteld. In 1630 werd de oostelijke slaapzaal herbouwd en in 1637 werd een bibliotheek opgericht.

## Het graven van de Coupure (1750-1751)
In 1749 werd beslist een nieuwe verbinding aan te leggen tussen de Brugse reien en de Ringvaart, de Coupure, die deel uitmaakte van het kanaal Oostende-Brugge-Gent.
Om deze verbinding te kunnen realiseren werd een behoorlijk deel van de eigendom van de dominicanen onteigend om er het kanaal door te trekken. De gebouwen werden gespaard, maar lagen vlak naast het kanaal. De tussenliggende baan werd 'Predikherenrei' genoemd.

## Het einde
De Franse overheersing betekende het einde van het Brugse predikherenklooster. De afschaffing werd officieel bekrachtigd op 1 september 1796. De predikheren werden met geweld uitgedreven op 8 november 1796. De paters werd voorgespiegeld dat ze een pensioen zouden ontvangen, maar dit werd nooit uitbetaald.
De kerk werd vanaf 1794 als hooizolder gebruikt. Enkele jaren later stortte het gebouw in en werd het puin opgeruimd. Wel blijft nog, tot heden, een relict over van het portaal van de westgevel van de kerk. Het werd in 1982 als monument beschermd.
Het grootste deel van het klooster werd verkocht en in de negentiende eeuw werd het omgevormd tot hotel, onder de naam 'Hotel Verriest'. Een aanzienlijk deel van deze gebouwen bleef bewaard, met inbegrip van de kapittelzaal. Toen het in de 20ste eeuw opnieuw in overheidshanden kwam, werd het een aantal jaren gebruikt door het lokale Rode Kruis. In het begin van de 21ste eeuw werd het beschermd als monument, zorgvuldig gerestaureerd en ter beschikking gesteld van het Rijksarchief.
Het gedeelte langs de Predikherenrei werd geïncorporeerd in een nieuwe rijkswachtkazerne. Een niet onbelangrijk deel van het vroegere klooster bleef bewaard achter de opgerichte nieuwbouw en werd eveneens begin 21ste eeuw gerestaureerd.
Verschillende kunstwerken van de predikherenkerk zijn in andere kerken terug te vinden, meer bepaald in de Sint-Walburgakerk.